# Oud-Vossemeer
Oud-Vossemeer ist ein Dorf der niederländischen Gemeinde Tholen in der Provinz Zeeland. Es befindet sich auf der Halbinsel Tholen und zählt 2740 Einwohner (Stand: 1. Januar 2024).
Bis zur Eingemeindung nach Tholen im Jahr 1971 war Oud-Vossemeer eine selbstständige Gemeinde.

## Persönlichkeiten
- Eduard August Otto de Casembroot (1812–1883), Offizier und Politiker